# ラファエル・ジェミニアーニ
ラファエル・ジェミニアーニ（Raphaël Géminiani、1925年6月12日 - 2024年7月5日）は、フランス、クレルモン＝フェラン出身の元自転車競技（ロードレース）選手、元自転車競技指導者。
苗字が示すとおり、祖先はイタリア人である。

## 来歴
主砲(Le grand fusil)というニックネームがつけられ、選手、指導者として長年に亘りロードレース界で活躍した。
1943年
- フランス選手権 ジュニア部門ロードレース 優勝

1946年、プロ転向。
1949年
- ツール・ド・フランス 区間1勝(第19)

1950年
- ツール・ド・フランス 総合4位 & 区間2勝(第17、19)

1951年
- ツール・ド・フランス 山岳賞 & 総合2位 & 区間1勝(第9)

1952年
- ジロ・デ・イタリア 山岳賞 & 総合9位
- ツール・ド・フランス 区間2勝(第8、17)

1953年
- フランス選手権 プロ・ロードレース 優勝
- ツール・ド・フランス 総合9位

1954年
- 自身の名称が入った、サン＝ラファエル＝R.ジェミニアーニへと移籍。なお、同チームの使用バイクはR.ジェミニアーニであった[1]。
- ジロ・デ・イタリア 総合4位

1955年
- ブエルタ・ア・エスパーニャ 総合3位
- ツール・ド・フランス 総合6位 & 区間1勝(第9)

1957年
- ブエルタ・ア・エスパーニャ 総合5位
- ジロ・デ・イタリア 山岳賞 & 総合5位

1958年
- ジロ・デ・イタリア 総合8位
- ツール・ド・フランス 総合3位

1959年
- ブエルタ・ア・エスパーニャ 区間2勝(第1a、13)

1960年、現役引退。
1962年、自らサン＝ラファエル＝R.ジェミニアーニのゼネラル・マネジャーに就き、ジャック・アンクティル、ルディ・アルティヒらを指揮。
その後断続的に1986年まで指導者として活動した。
2024年7月5日の朝、故郷のクレルモン＝フェラン付近のポン＝デュ＝シャトーの入院先で死去。99歳没。